# Луций Флавий Хонорат Луцилиан
Луций Флавий Хонорат Луцилиан (на латински: Lucius Flavius Honoratus Lucilianus) e политик и сенатор на Римската империя през 3 век.
През 236 – 238 г. той е управител на провинция Долна Мизия.